# Degringsklobbarna
Degringsklobbarna är öar i Åland (Finland). De ligger i Skärgårdshavet och i kommunen Brändö i landskapet Åland, i den sydvästra delen av landet. Öarna ligger omkring 77 kilometer nordöst om Mariehamn och omkring 220 kilometer väster om Helsingfors.
Arean för den av öarna koordinaterna pekar på är 6,8 hektar och dess största längd är 0,6 kilometer i sydöst-nordvästlig riktning.